# Eilhart Eilers
Eilhart Friedrich Karl Eilers (* 21. April 1910 in Leipzig; † 17. Februar 1945 bei Arnswalde) war ein deutscher Archivar und Historiker. Er wurde u. a. bekannt als erster Biograph des Admirals Karl Rudolf Brommy.

## Leben
Er war der zweite Sohn des späteren Oberstudiendirektors Wilhelm Eilers in Leipzig und dessen Ehefrau Elly Eilers geborene Pescheck. Nach dem Schulbesuch studierte er Neuere Geschichte und Archivwissenschaft an der Universität Leipzig, wo er 1936 zum Dr. phil. promovierte. Am 4. Juni 1937 beantragte er die Aufnahme in die NSDAP und wurde rückwirkend zum 1. Mai desselben Jahres aufgenommen (Mitgliedsnummer 5.817.611). Danach wurde er Staatsarchivassessor und ab Januar 1939 Staatsarchivrat am Sächsischen Hauptstaatsarchiv Dresden. Im selben Jahr nahm er am Aufmarsch der SA zum Reichsparteitag in Nürnberg teil.
Im Zweiten Weltkrieg wurde er an das Staatsarchiv Warschau zur deutschen Archivkommission abgeordnet, wo er Stellvertreter von Hellmut Kretzschmar im Generalgouvernement wurde. Dort publizierte er u. a. in den „Warschauer Kulturblättern“ und sichtete die dortigen Archive nach Unterlagen aus dem Deutschen Reich, insbesondere aus Kursachsen. Für seine Verdienste wurde er zum Mitglied der Sächsischen Kommission für Geschichte aufgenommen. Gegen Kriegsende erfolgte seine Einberufung zur Wehrmacht. Er fiel an der Ostfront im Februar 1945.

## Werke (Auswahl)
- Friedrich von Jena. Ein Beitrag zur politischen Geschichte der Großen Kurfürsten. 1935.
- Übersicht über die Oberlausitzer Archivalien im sächsischen Hauptstaatsarchiv. In: Oberlausitzer Beiträge (Festschrift Richard Jecht). Oberlausitzische Gesellschaft der Wissenschaften Görlitz, Starke, Görlitz 1938, S. 241–248.
- Rudolf Brommy. Der Admiral der ersten deutschen Flotte 1848 (Schriftenreihe Große Sachsen, Diener des Reiches, Bd. 13). von Baensch Druckerei, Verlag Heimatwerk Sachsen, Dresden 1939.
- Dresden und Warschau. In: Warschauer Kulturblätter 1939, S. 16–19.